# 단백질 메틸화
단백질 메틸화(영어: protein methylation)는 단백질에 메틸기를 첨가하는 것을 특징으로 하는 번역 후 변형의 한 유형이다. 단백질 메틸화는 아르지닌과 리신의 질소를 포함하고 있는 곁사슬에서 일어날 수 있지만, 여러 다른 단백질의 아미노 말단과 카복시 말단에서도 일어날 수 있다. 생물학에서 메틸기전이효소는 주로 S-아데노실메티오닌에 의해 활성화되는 메틸화 과정을 촉매한다.

## 같이 보기
- 메틸화
- 번역 후 변형